# Abjasios
Los abjasios (en abjasio Аҧсуа) son un grupo étnico del Cáucaso afines étnicamente a los abasios. Viven principalmente en Abjasia, una república autónoma de Georgia que es de facto independiente, además de en el resto de Georgia y partes de Turquía. Su idioma es el abjasio, una lengua de la rama de las lenguas Abjasio-Adigueas, de las lenguas caucásicas noroccidentales, dentro de la familia de las lenguas caucásicas. Su población en Abjasia es de 94 606 (2003), en el resto de Georgia de 3527 y en Turquía de unos 40 000.

## Imágenes

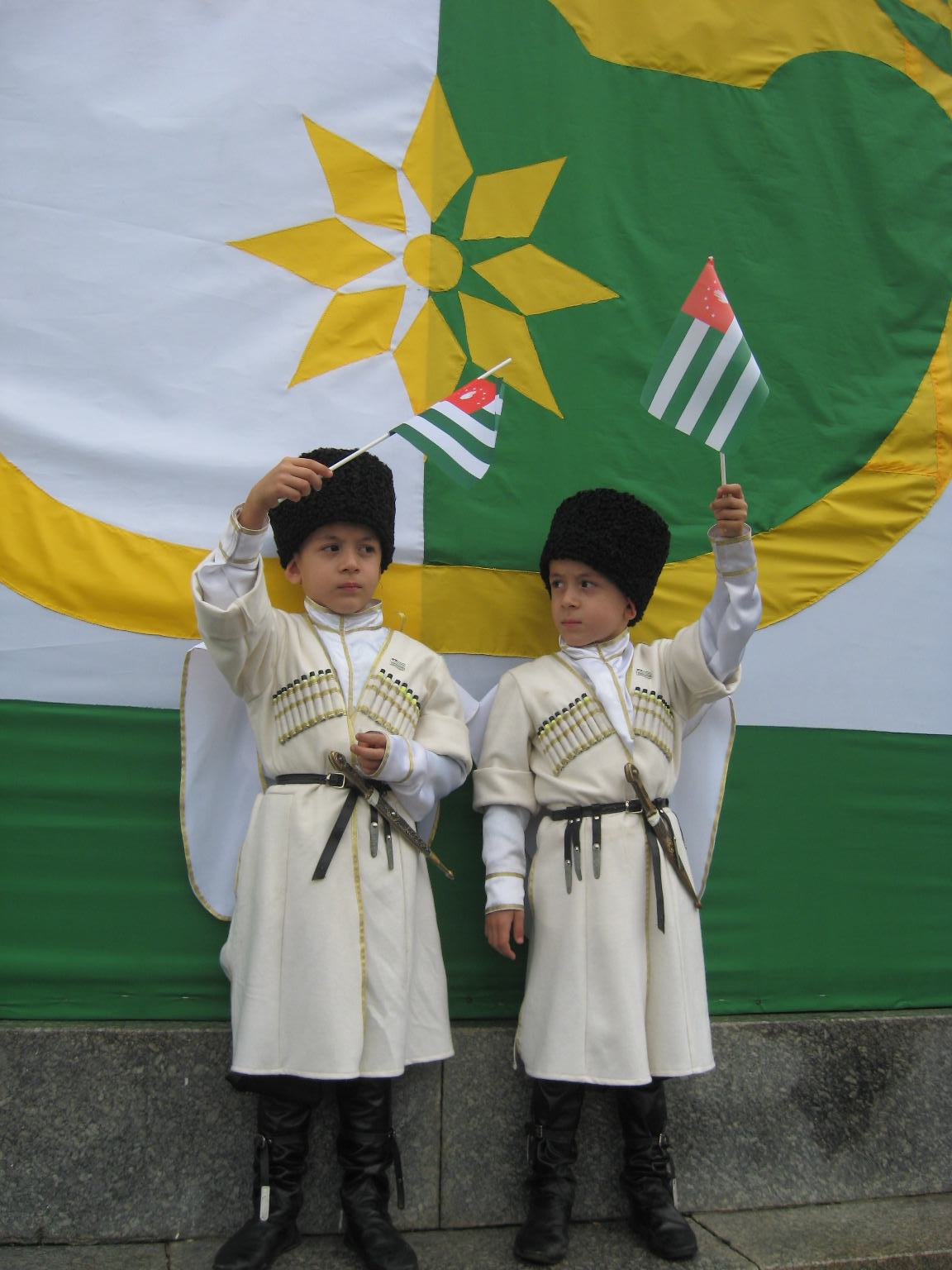
Niños portando banderas abjasias
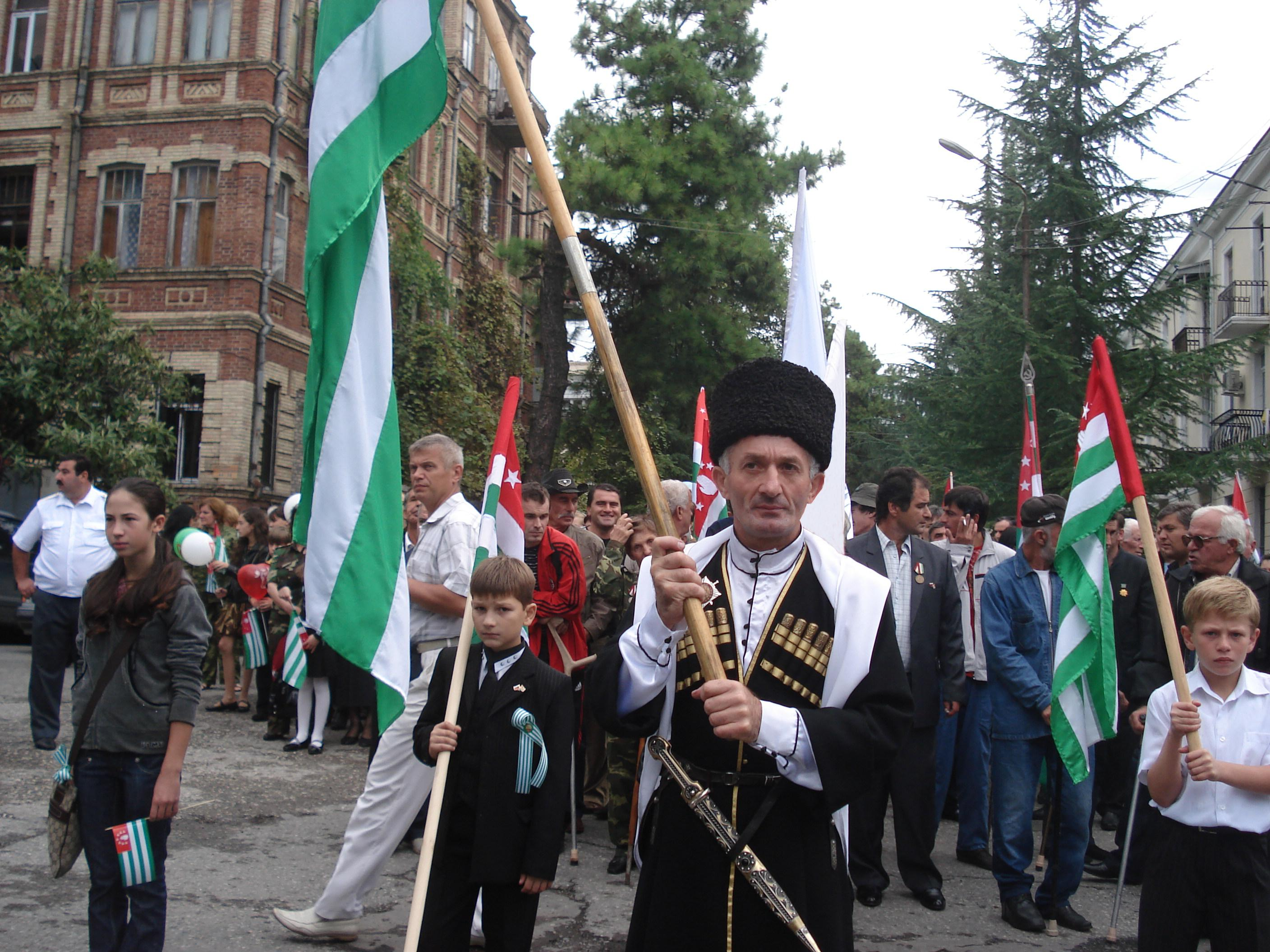
Desfile abjasio
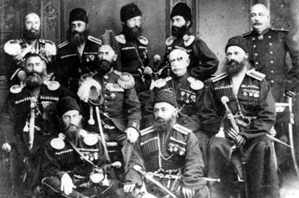
Generales abjasios y georgianos
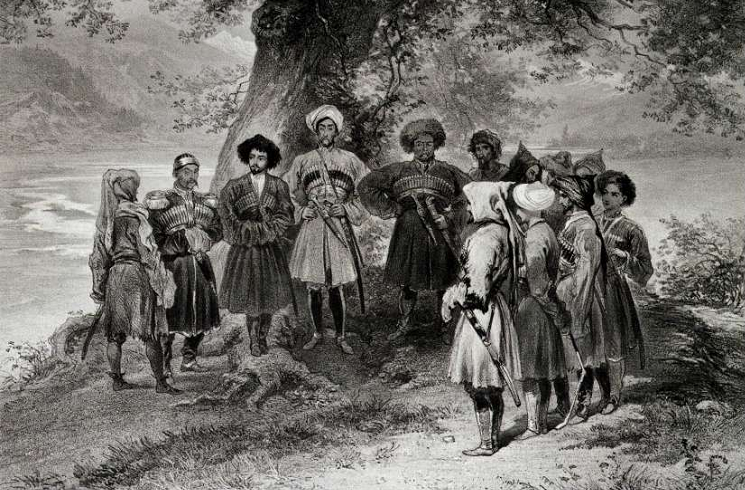
Conferencia de la nobleza abjasia en 1839